# Chowder (serie animada)
Chowder es una serie de televisión infantil de dibujos animados estadounidense creada por C. H. Greenblatt, anterior artista de guion gráfico de Bob Esponja y The Grim Adventures of Billy & Mandy. La serie se estrenó a las 7:30 p. m. ET/PT el 2 de noviembre de 2007 en Cartoon Network en los Estados Unidos. Narra las aventuras de Chowder: un niño (gato/oso/conejo) de 13 años que es el aprendiz de Mung Daal, que vive en una ciudad ficticia llamada: Ciudad Mazapán, su sueño es convertirse en un gran chef, también se siente acosado por la adorable, coqueta y tierna pero temperamental Panini: una niña de 10 años que es la aprendiz de la Srta Endivia, es de la misma especie que Chowder y está perdidamente enamorada de él, cosa que a Chowder todavía no le gusta tener un noviazgo y salir con ella, pero en el fondo si le agrada, la quiere como amiga, la respeta y se preocupa por ella.
El protagonista es un joven aprendiz de cocinero llamado Chowder que vive con su mentor Mung (Garbanzo en España) en la ficticia Ciudad Mazapán. El programa combina animación con escenas de stop-motion, CGI, marionetas e incluso botargas.

## Historia
Chowder es un joven aprendiz que solo tiene un gran sueño en la vida: convertirse en un gran chef.
Vive en la Ciudad Mazapán junto a su mentor Garbanzo (Mung Daal), Trufa y Escalope (Shnitzel). Es aprendiz de cocina de una empresa de catering y vive aventuras con Gazpacho, el vendedor de fruta y productos en la ciudad Mazapán. 
Chowder es constantemente acosado por una niña llamada Panini que cree que Chowder es su novio; aunque él está en la edad en la que todavía no le agradan las niñas.

## Personajes
Los personajes de Chowder son criaturas no reales: desde animales antropomórficos hasta seres surrealistas o de forma compleja. La mayoría de nombres de los personajes están basados en platos o ingredientes de cocina. 
- Chowder, (con la voz de Nicky Jones en Inglés) (Andonni Sánchez en Español): Aprendiz de Mung Daal, su nombre en inglés significa "sopa de pescado", que desea ser un gran chef algún día. Es gordito, con sombrero, zapatos y una camisa de color púrpura. Vive en Ciudad Mazapán. Generalmente come mucho y más mientras cocina con Mung Daal. Un niño de 13 años de edad, es una combinación de (Gato/Oso/Conejo), lo que más le gusta comer es el helado y chicle. Se siente acosado por la adorable, coqueta, dulce y tierna Panini, ya que lo llama Nums Nums (en la versión original estadounidense), mientras que en la versión hispanoamericana le pone sobrenombres o apodos dulces como: Osito, Cariñosito, Cariñito, Amor, Papuchis, Galán de galanes, Papacito, Amorcito, Cuchurrumín, Papucho, Puchunguito, Patito, Mi Nene, Bombón, Cuchurrum o simplemente Chowder[1]
- Mung Daal (Garbanzo en España), (con la voz de Dwight Schultz en Inglés) (Javier Rivero en Español): Es el cocinero principal y dueño de banquetes Mung Daal, es un gran chef reconocido en la ciudad. Es el maestro de cocina de Chowder y esposo de Trufa. Su principal contendiente es Endivia, que tiene un negocio de comida también. Siempre está preocupado por su cocina, si algo le pasa siempre grita: "¡mi cocina, mi hermosa cocina!".[2]
- Shnitzel: (Escalope en España), (con la voz de John DiMaggio en Inglés) (Jorge Quezada en Español): Ayudante de cocina de Mung Daal, es un monstruo de piedra, es muy fuerte y de vez en cuando se aprovechan de él. Por lo general solo utiliza una palabra en su vocabulario: "radda", pero en "The Trouble with Truffles" se le puede escuchar hablando normalmente. Es el único episodio de toda la serie en que habla.[3]
- Truffles: (Trufa en Latinoamérica y Trufas en España), (con la voz de Tara Strong en Inglés) (Belinda Martínez en Español): Esposa de Mung Daal y administradora del negocio, su nombre proviene de un hongo que crece bajo la tierra, lógicamente es un hada de los hongos, como se dice en la serie. Tiene un temperamento muy fuerte y le gusta gritar, al parecer lleva siglos casada con Mung Daal y lo que más le enoja es que alguien tenga chicle y no la convide.
- Panini, (con la voz de Liliana Mumy en Inglés) (Monserrat Mendoza en Español): Aprendiz de la Srta Endivia, su nombre en italiano significa "bocadillos". Es la acosadora y eterna novia de Chowder, aunque él no siente nada romántico por ella solamente la quiere como amiga. Una adorable y guapa niña de 10 años de edad y también es una combinación de gato, conejo y oso, lo que quiere decir que es de la misma especie que Chowder, aunque es más notorio que se parece más a una coneja de color rosa. Se diferencia de Chowder por tener orejas más largas y dos colmillos en lugar de uno, sin contar que Panini tiene garras muy afiladas que a veces utiliza. Panini no deja de decirle a Chowder que él es su novio, ya que en el episodio en que ella aparece por primera vez ("La Novia de Chowder") le convida a unas galletas llamadas corazones de polvorón y de su jugo con Chowder, y llega a la conclusión de que Chowder también está interesado en ella, aunque desafortunadamente, no parece agradarle su compañía desde entonces. Ella aprovecha cualquier ocasión para demostrar que está locamente perdida por él, incluso acosa de Chowder, como se muestra en "La banana azul enferma". Siempre cuando ella lo saluda o le dice algo, Chowder le contesta con su famoso: "¡no soy tu novio!". Panini no deja que Chowder tenga ninguna amiga además de ella, se pone muy celosa si ve a otra chica con Chowder, esto se muestra en el capítulo "Una aventura para recordar". Al final de la historia, en el último capítulo "Chowder Madura" finalmente Chowder se casa con Panini, tienen hijos y viven muy felices juntos para siempre.
- Gazpacho, (voz de Dana Snyder en Inglés) (Maynardo Savala † 1ª y  Ulises Maynardo Savala 2ª - 3ª en Español): Vendedor de frutas de Ciudad Mazapán, su único amigo es Chowder y su nombre proviene de una sopa de tomate. Parece una combinación de jabalí y elefante, además que es un niño de mamá aunque su madre le maltrata y él siempre intenta lo mejor para ser su hijo favorito.
- Endivia, (voz de Mindy Sterling en Inglés) (Magda Giner en Español): Maestra de cocina de Panini, su nombre proviene de una planta que se sirve en las ensaladas, es de color naranja. Siempre compite con Mung Daal, intentando varias veces hacer entrar en razón a este para que diga que ella es mejor cocinera. Está enamorada de Shnitzel y en el último capítulo se casa con él y viven muy felices juntos para siempre tal como Chowder y Panini.
- Gorgonzola, (con la voz de Will Shadley en Inglés) (Sarah Souza 1ª-2ª y Bruno Coronel 3ª en Español): Un joven aprendiz de rata verde, candelero. Muestra celos de Chowder porque este tiene un mejor trabajo que él. Como el queso azul era uno de los pocos alimentos que a Greenblatt le disgustaban, decidió usar el nombre "gorgonzola" para un personaje que no se llevaba bien con Chowder. Gorgonzola viste ropa marrón andrajosa, está descalzo y tiene una vela parcialmente derretida en la cabeza (por motivos tradicionales). Está desesperado por conseguir dinero y hará casi cualquier cosa para conseguirlo. A pesar de su actitud desagradable y presumida hacia Chowder, este lo ve como un amigo cercano, lo que lo irrita aún más. Gorgonzola es aprendiz de Stilton, quien es candelero, de ahí que ambos personajes lleven velas encendidas en la cabeza.
- Ceviche, (con la voz de Elan Garfias en Inglés) (Mayra Arellano 1ª-3ª y Gloria Obregón 2ª en Español): Un joven cabrito amarillo (y algo andrógino) aprendiz de Paté y el mejor amigo de Panini. Practica baile aeróbico y es muy caritativo y amable con los demás. Gracias a su admirable actitud, su increíble talento y su atractivo físico, es muy querido. Es buen amigo de Panini y suele hacerle insinuaciones indeseadas, que son rechazadas o pasan desapercibidas. Ceviche también es muy amigo de Chowder. Habla con voz monótona y aporta humor inexpresivo al programa.

## Lista de episodios
| Temporada | Episodios         | Primera transmisión    | Última emisión        |
| --------- | ----------------- | ---------------------- | --------------------- |
| 1         | 20 (38 segmentos) | 2 de noviembre de 2007 | 24 de julio de 2008   |
| 2         | 20 (38 segmentos) | 6 de noviembre de 2008 | 11 de octubre de 2009 |
| 3         | 9 (17 segmentos)  | 29 de octubre de 2009  | 7 de agosto de 2010   |